# Tandi Gerrard
Tandi Jane Gerrard (* 25. Februar 1978 in Johannesburg) ist eine ehemalige südafrikanische und britische Wasserspringerin. Sie startete im Kunstspringen vom 1-m- und 3-m-Brett sowie im 3-m-Synchronspringen. Gerrard nahm an zwei Olympischen Spielen teil.
Sie startete zunächst für ihr Heimatland Südafrika. Ihren ersten Erfolg feierte Gerrard bei den Panafrikanischen Spielen 1995, wo sie den Titel vom 3-m-Brett gewann. Bei ihrer ersten Weltmeisterschaft 1998 in Perth startete sie vom 1-m- und 3-m-Brett, schied aber jeweils im Vorkampf aus. Sie nahm auch an den Commonwealth Games in Kuala Lumpur teil und erreichte vom 1-m- und 3-m-Brett jeweils Rang zehn.
Seit dem Jahr 2002 gehörte Gerrard zur britischen Nationalmannschaft und startete seitdem für Großbritannien. Sie schloss sich dem Verein City of Leeds Diving Club an und wurde dort von Adrian Hinchliffe trainiert. Ihren ersten Einsatz für ihre neue Wahlheimat hatte Gerrad bei der Europameisterschaft 2002 in Berlin. Dort wurde sie mit Jane Smith Sechste im 3-m-Synchronspringen und Elfte im Einzel vom 3-m-Brett. Bei der Weltmeisterschaft 2003 in Barcelona wurde sie im 3-m-Synchronspringen mit Smith Fünfte und erreichte ihr bestes Ergebnis bei einer Weltmeisterschaft. Vom 3-m-Brett schied sie im Halbfinale aus. Gerrard nahm in Athen erstmals an den Olympischen Spielen teil. Mit Smith verpasste sie als Vierte eine Medaille nur knapp. Die Commonwealth Games 2006 in Melbourne bestritt sie mit ihrer neuen Synchronpartnerin Hayley Sage und gewann mit Bronze ihre erste Medaille für Großbritannien bei einer internationalen Meisterschaft. Bei der Weltmeisterschaft 2007, abermals in Melbourne, nahm Gerrad und Sage im 3-m-Synchronspringen teil und wurden Achte. Das Duo startete auch gemeinsam bei den Olympischen Spielen 2008 in Peking und errang erneut Rang acht.
Gerrard gewann drei Titel bei Britischen Meisterschaften.
Nach den Olympischen Spielen 2008 beendete Gerrard ihre aktive Karriere. Als Punktrichterin ist sie dem Wasserspringen verbunden geblieben.